# Làn sóng dân chủ
Trong khoa học chính trị, những làn sóng dân chủ là những lần mà dân chủ đã dâng trào từng xảy ra trong lịch sử. Mặc dù thuật ngữ này xuất hiện sớm nhất là vào năm 1887, nó đã được phổ biến hoá bởi Samuel P. Huntington, một nhà khoa học chính trị tại Đại học Harvard, trong bài báo đăng trên tạp chí Journal of Democracy (Tạp chí Dân chủ) và tiếp tục được giải thích trong cuốn sách The Third Wave: Democratization in the Late Twentieth Century (Làn Sóng thứ Ba: Dân chủ hoá ở Cuối Thế kỷ thứ Hai-mươi-mốt) xuất bản năm 1991 của ông. Những làn sóng dân chủ hóa có liên quan mật thiết đến sự thay đổi đột ngột trong sự cân bằng quyền lực giữa các cường quốc lớn; điều này tạo ra cơ hội và động lực để đưa ra những cải cách sâu rộng trong nước.
Các nhà học giả vẫn còn tranh luận về số lượng chính xác của các làn sóng dân chủ. Huntington mô tả ba làn sóng: làn sóng "chậm" đầu tiên của thế kỷ thứ 19, làn sóng thứ hai sau Thế Chiến II, và làn sóng thứ ba bắt đầu vào giữa những năm 1970 ở Nam Âu, theo sau là Châu Mỹ Latinh và Châu Á. Mặc dù cuốn sách của ông không đề cập đến về sự sụp đổ của khối Xô Viết, một số học giả đã định nghĩa "Làn Sóng thứ Ba" là có bao gồm thời kỳ chuyển tiếp sang dân chủ những năm 1989–1991. Các học giả khác, chẳng hạn như Seva Gunitsky của Đại học Toronto, đã đề cập đến tận 13 làn sóng kể từ thế kỷ thứ 18 đến Mùa xuân Ả Rập (2011–2012).

## Định nghĩa
Trong cuốn sách Làn sóng thứ ba năm 1991, Huntington đã định nghĩa làn sóng dân chủ là "một nhóm chuyển đổi từ chế độ phi dân chủ sang chế độ dân chủ xảy ra trong một khoảng thời gian xác định và nhiều hơn đáng kể những chuyển đổi theo các hướng ngược lại trong khoảng thời gian đó." (Huntington 1991, 15)
Mainwaring và Aníbal Pérez-Liñán (2014, 70) đưa ra một định nghĩa tương tự: "bất kỳ giai đoạn lịch sử nào trong đó tỷ lệ các chế độ cạnh tranh (dân chủ và bán dân chủ) tăng lên đáng kể và bền vững."
Gunitsky (2018) định nghĩa làn sóng dân chủ là một nhóm các chuyển đổi dân chủ đã cố gắng hoặc thành công, cùng với các mối liên kết giữa các chuyển đổi trong cụm đó.

## Ba làn sóng của Huntington

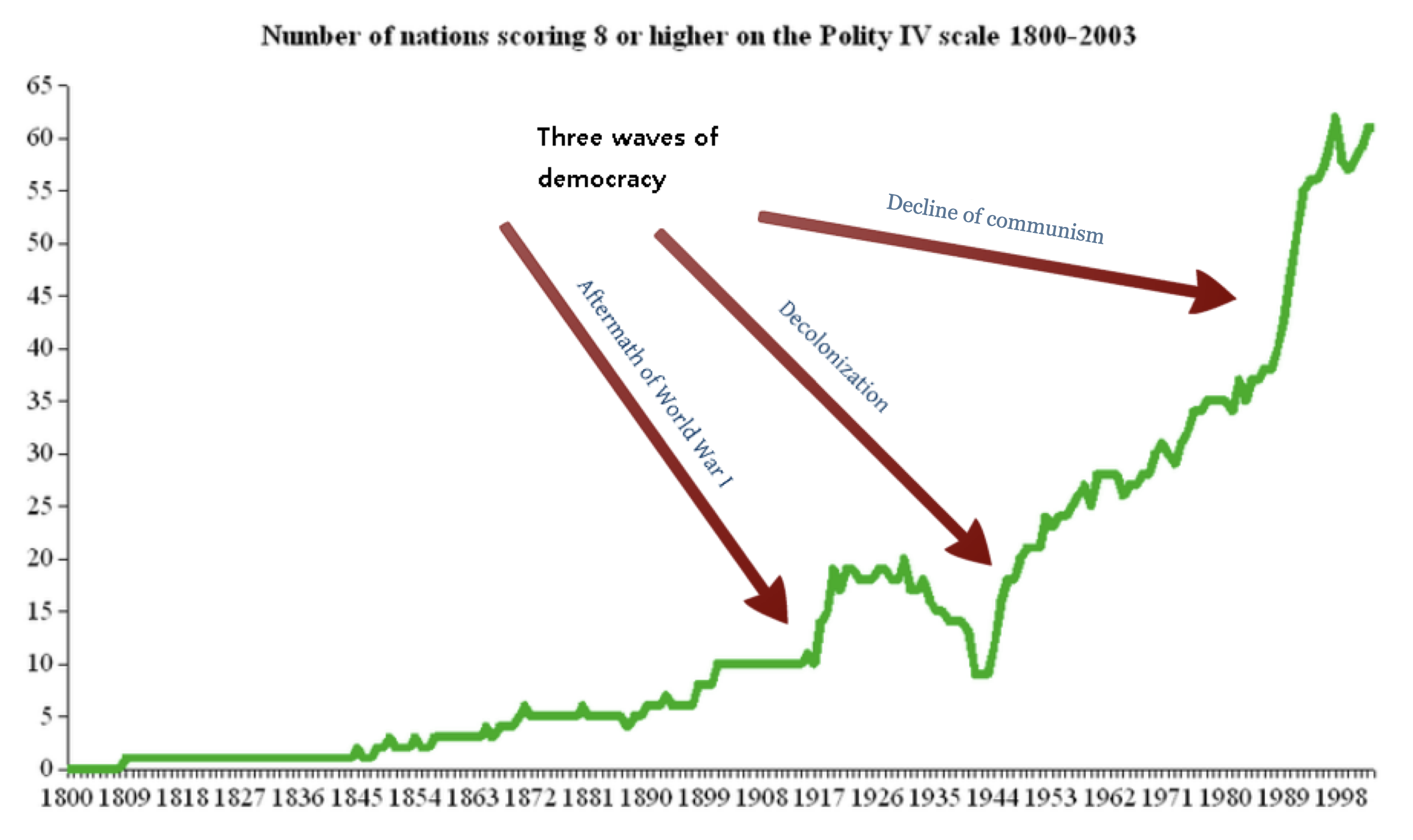
Ba làn sóng dân chủ (từ trái sang): Hệ quả của Thế Chiến I, phi thuộc địa hoá, và sự tan rã của khối Đông Âu

### Làn sóng đầu tiên
Làn sóng dân chủ đầu tiên, 1828–1926 bắt đầu vào đầu thế kỷ 19 khi quyền bầu cử được cấp cho đa số nam giới da trắng ở Hoa Kỳ ("nền dân chủ kiểu Jackson"). Sau đó là Pháp, Anh, Canada, Úc, Ý, Argentina, và một số nước khác trước năm 1900. Ở đỉnh cao, sau khi các đế quốc Nga, Đức, Áo và Ottoman tan rã vào năm 1918, làn sóng đầu tiên chứng kiến 29 nền dân chủ mới hình thành trên thế giới. Sự đảo ngược bắt đầu vào năm 1922, khi Benito Mussolini lên nắm quyền ở Ý. Sự sụp đổ chủ yếu ảnh hưởng đến các nền dân chủ mới hình thành, vốn không thể chống lại sự trỗi dậy của các phong trào ủng hộ chủ nghĩa cộng sản, hoặc phát xít và quân quốc, đã bác bỏ mô hình dân chủ kiểu Tây Âu một cách có hệ thống. Điểm thấp nhất của làn sóng đầu tiên xảy ra vào năm 1942, khi số lượng các nền dân chủ trên thế giới giảm xuống chỉ còn 12.

### Làn sóng thứ hai
Làn sóng thứ hai bắt đầu sau chiến thắng của Đồng minh trong Thế chiến thứ hai, và lên đỉnh gần 20 năm sau vào năm 1962 với 36 nền dân chủ được công nhận trên thế giới. Làn sóng thứ hai cũng xuất hiện vào thời điểm này, và tổng số đã giảm xuống còn 30 nền dân chủ từ năm 1962 đến giữa những năm 1970. Nhưng "đường phẳng" sẽ không tồn tại được bao lâu, vì làn sóng thứ ba sắp bùng lên theo cách mà chưa ai từng thấy.
Các học giả đã lưu ý rằng sự xuất hiện của "làn sóng" dân chủ phần lớn biến mất khi quyền bầu cử của phụ nữ được tính đến; hơn nữa, một số quốc gia thay đổi quan điểm của họ khá đột ngột: Thụy Sĩ, quốc gia thường được bao gồm trong làn sóng đầu tiên, đã không cấp quyền bầu cử cho phụ nữ cho đến năm 1971.

### Làn sóng thứ ba
Làn sóng thứ ba bắt đầu với cuộc Cách mạng Hoa cẩm chướng năm 1974 ở Bồ Đào Nha và cuối những năm 1970 khi Tây Ban Nha từ bỏ chủ nghĩa quân phiệt và chuyển sang chế độ dân chủ. Tiếp theo là các cuộc chuyển đổi dân chủ lịch sử ở Mỹ Latinh trong những năm 1980, các nước Châu Á-Thái Bình Dương (Philippines , Hàn Quốc và Đài Loan) từ 1986 đến 1988, Đông Âu sau khi Liên Xô tan rã và châu Phi cận Sahara bắt đầu vào năm 1989. Việc mở rộng dân chủ ở một số vùng đã gây ấn tượng mạnh. Ở châu Mỹ Latinh, chỉ có Colombia, Costa Rica và Venezuela là dân chủ vào năm 1978 và vào năm 1995, làn sóng đã tràn qua 20 quốc gia.
Huntington chỉ ra rằng 3/4 các nền dân chủ mới là Công giáo La Mã. Hầu hết các quốc gia theo đạo Tin lành đã là dân chủ kể từ đầu thế kỷ 20. Ông nhấn mạnh đến Công đồng Vatican năm 1962, đã biến Giáo hội từ những người bảo vệ trật tự đã được thiết lập cũ thành một đối thủ của chủ nghĩa toàn trị.
Các quốc gia đang hoặc đã trải qua quá trình chuyển đổi sang dân chủ trong một làn sóng đôi khi phải đối mặt với sự tụt lùi của dân chủ. Các nhà khoa học và lý thuyết chính trị tin rằng làn sóng thứ ba đã đạt đỉnh và sẽ sớm bắt đầu giảm xuống, giống như những người tiền nhiệm của nó đã làm trong làn sóng thứ nhất và thứ hai. Trong giai đoạn ngay sau khi bắt đầu "cuộc chiến chống khủng bố" sau cuộc tấn công ngày 11 tháng 9 năm 2001 vào Hoa Kỳ, một số cuộc tấn công ngược lại đã xảy ra sau đó. Các quốc gia thuộc làn sóng thứ ba, bao gồm Bồ Đào Nha, Tây Ban Nha, Hàn Quốc và Đài Loan, đã trở thành các nền dân chủ được củng cố hoàn toàn thay vì tụt lùi. Tính đến năm 2020, các nước này thậm chí còn có các nền dân chủ mạnh hơn nhiều đối tác có lịch sử lâu đời hơn nhiều như các nước dân chủ.

## Mùa xuân Ả Rập
Các chuyên gia đã liên kết sự sụp đổ của một số chế độ độc tài ở Trung Đông và Bắc Phi, một hiện tượng được gọi là Mùa xuân Ả Rập, với các sự kiện sau sự sụp đổ của Liên Xô ở Đông Âu. Sự giống nhau giữa hai hiện tượng đã khơi dậy hy vọng về một làn sóng dân chủ hóa lần thứ tư. Tuy nhiên, một vài tháng sau khi bắt đầu rõ ràng quá trình chuyển đổi, hầu hết các cơ hội chính trị ở Ả Rập đóng cửa, gây ra một lực cản không thể tránh khỏi. Một trong những trường hợp đáng báo động nhất là ở Ai Cập, nơi mà chính phủ, do quân đội kiểm soát, đã không tạo điều kiện thuận lợi cho quá trình chuyển đổi dân chủ theo bất kỳ cách nào mà cố gắng dập tắt các cuộc biểu tình bằng cách bắt giữ những người biểu tình ôn hòa. Một ví dụ cụ thể được cung cấp bởi câu chuyện của Maikel Nabil, một blogger người Ai Cập bị kết án và phải ngồi tù ba năm vì "xúc phạm quân đội". Nguyên nhân chính của suy thoái và khủng hoảng ở tất cả các nước bị ảnh hưởng là do tham nhũng, thất nghiệp, bất công xã hội và hệ thống chính trị chuyên quyền.
Bất chấp tình hình dường như không thể giải quyết được, Liên Hợp Quốc, dưới sự điều hành của Ban Ki-Moon, đã cố gắng làm trung gian hòa giải giữa chính phủ và những người biểu tình. Larry Diamond cho rằng vai trò của Hợp chủng quốc Hoa Kỳ trong quá trình chuyển đổi dân chủ của thế giới Ả Rập là cơ bản.
Phương tiện truyền thông kỹ thuật số đóng một vai trò lâu dài hơn trong việc tạo điều kiện thuận lợi cho các cuộc nổi dậy, giúp công bố công khai các sự kiện kích động chính, và sau đó tạo điều kiện cho các cuộc nổi dậy đó và sự lan tỏa của chúng; nhưng phương tiện truyền thông kỹ thuật số đã không làm điều này một mình hoặc đột ngột như một số nhà quan sát đã tuyên bố. Câu chuyện về Mùa xuân Ả Rập, theo Howard và Hussain, bắt đầu hơn một thập kỷ trước khi truy cập Internet và điện thoại di động bắt đầu lan truyền nhanh chóng qua Bắc Phi và Trung Đông. Những công dân có đủ khả năng truy cập internet, phần lớn là những người giàu có và quyền lực, đã đóng một vai trò to lớn trong các cuộc nổi dậy của Ai Cập, Tunisia và Bahrain. Theo thời gian, những lời chỉ trích trực tuyến về các chế độ trở nên công khai và phổ biến hơn, tạo tiền đề cho Mùa xuân Ả Rập. Phương tiện truyền thông kỹ thuật số cũng cho phép phụ nữ và các nhóm thiểu số khác tham gia vào các cuộc thảo luận chính trị này, và cuối cùng là các cuộc biểu tình và cách mạng tiếp theo.
Liệu Mùa xuân Ả Rập có được coi là một làn sóng dân chủ riêng biệt hay không còn được các học giả thách thức trên cơ sở thực nghiệm, vì Tunisia là quốc gia Mùa xuân Ả Rập duy nhất đã hợp nhất thành công thành một quốc gia dân chủ bán ổn định sau cuộc nổi dậy của nó (theo tổ chức đánh giá dân chủ Freedom House, tính đến năm 2020).

## Các cuộc biểu tình 2019-2022
Kể từ năm 2020, các cuộc biểu tình trên toàn thế giới đã tiếp thêm sức mạnh cho các phong trào dân chủ. Các cuộc biểu tình đã tập trung vào bình đẳng chủng tộc, nhân quyền, tự do, dân chủ, và công bằng xã hội.